# Lambo 291
A Lambo 291 egy Formula–1-es konstrukció, melyet a Modena csapat versenyeztetett az 1991-es Formula–1 világbajnokságban. Pilótái Gianni Morbidelli és Eric van de Poele voltak.

## A szezon
A Lamborghini azt az ambiciózus tervet dédelgette a kilencvenes évek elején, hogy beszáll a Formula–1-be. Eleinte csak motorgyártóként szerepeltek, ők adták többek között a Larrousse és a Lotus csapatoknak a motorokat. 1991-ben azonban mindkettejüktől elvették, és a Ligier csapatnak adták, valamint egy új, kvázi gyári csapatnak tervezték odaadni, egy saját maguk által épített autóval együtt. A GLAS néven nevező csapat azonban visszalépett, a Lamborghininél pedig úgy döntöttek, hogy nem hagyják veszni a kasztnikat, hanem saját gyári csapatot indítanak Modena néven. Ez azonban csak félig-meddig volt gyári istálló, ugyanis a kudarctól félve nem vették a nevükre az istállót, továbbá támogatást sem nyújtottak nekik, hanem hagyták, hogy boldoguljanak, ahogy tudnak.
Az autókat Mauro Forghieri tervezte. Külsőre jellegzetesek voltak, a mélykék színükkel, a háromszögletes oldaldobozaikkal és az oldalt, egy-egy bevágásban elhelyezett hűtőrácsokkal.
Már a szezonnyitó amerikai nagydíjon meglepően jól szerepeltek, ugyanis Larini a hetedik helyre hozta be az autót. Ez volt azonban az idényben a legjobb eredményük. Imolában lett volna lehetőségük pontot szerezni, ahol van de Poele az ötödik helyen haladt még az utolsó körön is, de kifogyott az autójából az üzemanyag, így csak kilencedik lett. Hiába estek ki rendszerint már a prekvalifikációs körben, ez a két jó eredményük lehetővé tette, hogy a szezon második felétől már automatikusan részt vehessenek az időmérő edzéseken. Itt sem voltak azonban elég gyorsak, és négy alkalmat leszámítva nem tudták megfutni a versenyre kvalifikáló időt. A szezon végén a csapat meg is szűnt.

## Eredmények
| Év   | Csapat          | Motor              | Gumik | Pilóták           | 1   | 2   | 3   | 4   | 5   | 6   | 7   | 8   | 9   | 10  | 11  | 12  | 13  | 14  | 15  | 16  | Pontok | Helyezés |
| ---- | --------------- | ------------------ | ----- | ----------------- | --- | --- | --- | --- | --- | --- | --- | --- | --- | --- | --- | --- | --- | --- | --- | --- | ------ | -------- |
| 1991 | Modena Team SpA | Lamborghini LE3512 | G     |                   | USA | BRA | SMR | MON | CAN | MEX | FRA | GBR | GER | HUN | BEL | ITA | POR | ESP | JPN | AUS | 0      | -        |
| 1991 | Modena Team SpA | Lamborghini LE3512 | G     | Nicola Larini     | 7   | NPK | NPK | NPK | NPK | NPK | NPK | NPK | KI  | 16  | NK  | 16  | NK  | NK  | NK  | KI  | 0      | -        |
| 1991 | Modena Team SpA | Lamborghini LE3512 | G     | Eric van de Poele | NPK | NPK | 9   | NPK | NPK | NPK | NPK | NPK | NK  | NK  | NK  | NK  | NK  | NK  | NK  | NK  | 0      | -        |